# Yuri Shiratori
Yuri Shiratori 白鳥 由里 (Shiratori Yuri?) (Prefettura di Kanagawa, 20 agosto 1968) è una doppiatrice e cantante giapponese.
È rappresentata dalla 81 Produce dal 2005. In precedenza faceva parte della scuderia della Arts Vision con cui è rimasta dal 1989 al 2004. ha doppiato la protagonista nell'adattamento giapponese del film d'animazione del 1997 Anastasia.

## Ruoli principali
- Angel Sanctuary (Metatron)
- Angelic Layer (Hatoko Kobayashi)
- Neo Angelique (Angelique)
- Berserk (Princess Charlotte)
- Boys Be (Aki Mizutani)
- Chou Mashin Eiyuuden Wataru (Chirudo)
- Fushigiboshi no Futago Hime Gyu! (Bibin)
- Un fiocco per sognare, un fiocco per cambiare (Aiko Nonohara)
- Karin (Elda Marker)
- Kouryu Densetsu Villgust OVA (Remi)
- Love Hina (Mei Narusegawa)
- Magic Knight Rayearth (Mokona, Primera)
- Megami Paradise (Ririsu)
- La malinconia di Haruhi Suzumiya (Emiri Kimidori)
- Monster Farm (Mocchi)
- Negima (Sayo Aisaka)
- Negima!: Magister Negi Magi (Sayo Aisaka)
- Please Save My Earth (Arisu Sakaguchi)
- Popolocrois (Narcia/Kai)
- Princess Tutu (Lilie)
- La rivoluzione di Utena (Nanami Kiryuu)
- Kenshin samurai vagabondo (Tsubame)
- Saber Marionette (Cherry)
- Sonic X (Maria Robotnik)
- Yu Yu Hakusho (Yukina)

### Videogiochi
- Ace Combat 3: Electrosphere (Rena Hirose)
- Astal (Leda)
- Magic Knight Rayearth (Mokona)
- Popolocrois Monogatari II (Narcia/Kai)
- Quiz Nanairo Dreams (Megumi Morinaga, Pixy, Hoshino Manabu)
- Sonic Adventure 2 (Maria Robotnik)
- Shadow the Hedgehog (Maria Robotnik)
- Sonic x Shadow Generations (Maria Robotnik)
- Super Robot Taisen MX (Aqua Centolm)
- Super Robot Wars T (Mokona, Primera)
- Super Robot Wars 30 (Mokona, Primera)
- Sword of the Berserk: Guts' Rage (Rita)
- Valkyrie Profile (Shiho)
- Valkyrie Profile: Lenneth (Shiho)
- Variable Geo (Kaori Yanase)

### Film
- Pokémon Ranger e il Tempio del Mare (Manaphy)
- Slayers Premium (Ruma)

### OVA
Dengeki Oshioki Musume Gootaman R:  Mari Amachi
Mega Man: Upon a Star (1993), Akane Kobayashi
Twin Signal (1995), Elara